# Grey's Anatomy (coloană sonoră)
Tema principală utilizată în timpul primelor două sezoane a fost un fragment din "Cosy in the Rocket", a grupului britanic de muzică electronică Psapp. Piesa s-a regăsit și pe primul volum al coloanei sonore. Primul volum al coloanei sonore a avut lansarea oficială pe data de 27 septembrie 2005. O listă ce cuprinde toate piesele prezentate în fiecare episod, care au fost selectate, mixate și supravegheate de Alexandra Patsavas, poate fi găsită pe această pagină: [3]. Patsavas a fost de asemenea foarte apreciată pentru selecarea muzicii din serialul The O.C., al canalului de televiziune FOX. Un al doilea volum al coloanei sonore, ce cuprindea piesele folosite în cel de-al doilea sezon al serialului, a fost lansat pe data de 12 septembrie 2006, devenind cel mai de succes dintre toate volumele lansate, debutând direct pe locul 14 în clasamentul Billboard 200.[20]
Pe lângă prezența în serial, unele piese au fost lansate, promovând serialul. Piesa "Such Great Heights", aparținând grupului The Postal Service, a fost utilizată în spoturi publicitare ale serialului. Alte două piese s-au bucurat de un mare succes în clasamente, după ce au apărut în serial, acestea fiind: “Chasing Cars” (a grupului Snow Patrol) și “How to Save a Life” (a grupului The Fray). Ambele piese au atins poziții de top 5 în clasamentul din SUA, Billboard Hot 100. “Chasing Cars” a devenit foarte popular după ce a fost folosit la finalul celui de-al doilea sezon al serialului. “How to Save a Life” a fost folosită pentru promovarea celui de-al treilea sezon. De asemenea, au mai fost folosite în mod constant încă două piese “The Story”, a cântăreței Brandi Carlile, și “Breathe In, Breathe Out” aparținând lui Mat Kearney.
Muzica este un rol foarte important în serialul Anatomia lui Grey. Fiecare episod al serialului este denumit după un cântec. Printre artiștii care și-au adus contribuția la coloana sonoră a show-ului se numără: Adele, Beck, Tegan and Sara, Kate Havnevik, Roisin Murphy, Snow Patrol, Maria Taylor, Mat Kearney, Medeski Martin & Wood, Ingrid Michaelson, Joshua Radin, The Hereafter, Jem, Brandi Carlile, Anya Marina, Duffy, Corinne Bailey Rae, Chris Garneau, Devics, KT Tunstall, Sia, și Anna Nalick.

## Volume 1 track listing
Release Date:  27 septembrie 2005
1. The Postal Service "Such Great Heights"
2. Róisín Murphy "Ruby Blue"
3. Maria Taylor "Song Beneath the Song"
4. Tegan and Sara "Where Does the Good Go?"
5. Mike Doughty "Looking at the World from the Bottom of a Well"
6. Get Set Go "Wait"
7. The Eames Era "Could be Anything"
8. Rilo Kiley "Portions for Foxes"
9. Joe Purdy "The City"
10. Medeski, Martin & Wood "End of the World Party"
11. Ben Lee "Catch My Disease" (live)
12. The Ditty Bops "There's a Girl"
13. The Radio "Whatever Gets You Through Today"
14. Inara George "Fools in Love"
15. Psapp "Cosy in the Rocket"

## Volume 2 track listing
Release Date:  12 septembrie 2006
1. The Fray "How to Save a Life"
2. Moonbabies "War on Sound"
3. Jim Noir "I Me You"
4. Ursula 1000 "Kaboom!"
5. Anya Marina "Miss Halfway"
6. Jamie Lidell "Multiply"
7. KT Tunstall "Universe & U" [acoustic extravaganza version]
8. Metric "Monster Hospital"
9. Gomez "How We Operate" [radio edit]
10. Kate Havnevik "Grace"
11. The Chalets "Sexy Mistake"
12. Gran Bel Fisher "Bound by Love"
13. Get Set Go "I Hate Everyone" [clean version]
14. Foy Vance "Homebird"
15. Snow Patrol "Chasing Cars" [acoustic version]

The iTunes version of the album also includes Sing-Sing's "Come, Sing Me a Song" as the sixteenth track.

## Volume 3 track listing
Release Date:  11 septembrie 2007
1. Peter, Bjorn & John "Young Folks"
2. The Bird and the Bee "Again & Again"
3. The Jealous Girlfriends "Something in the Water" (from The Jealous Girlfriends)
4. Patrick Watson "The Great Escape"
5. Feist "Sealion"
6. Bill Ricchini "A Cold Wind Will Blow Through Your Door"
7. Grace Potter & The Nocturnals "Falling Or Flying"
8. Koop "Come to Me"
9. Jesus Jackson "Running On Sunshine"
10. Robert Randolph & the Family Band "Ain't Nothing Wrong With That"
11. Paolo Nutini "Million Faces"
12. Mat Kearney  "Breathe In, Breathe Out"
13. Gomez "Moon and Sun"
14. John Legend "Sun Comes Up"
15. Ingrid Michaelson "Keep Breathing"
16. Brandi Carlile "The Story"
17. Alamo Race Track "Black Cat John Brown"

## Volume 4 track listing
Release Date: 9 septembrie 2011
1. Lykke Li "Get Some"
2. Scars on 45 "Heart On Fire"
3. Katie Herzig "Way To The Future"
4. Peter, Bjorn & John "Second Chance"
5. Cee Lo Green "Old Fashioned"
6. The National "England"
7. Graffiti6 "Stare Into The Sun"
8. Lissie "Worried About"
9. Delta Spirit "Salt In The Wound"
10. Correatown "Further"
11. The Republic Tigers "The Infidel"
12. The Quiet Kind "In Front Of You"
13. Tim Myers "Entwined"
14. The Boxer Rebellion "Both Sides Are Even"

## Grey's Anatomy: The Music Event
Release Date: 31 martie 2011
Soundtrack for the season 7 episode "Song Beneath the Song"
1. "Chasing Cars" - Sara Ramirez, Kevin McKidd, Chandra Wilson
2. "Breathe" - Chyler Leigh
3. "How We Operate" - Kevin McKidd
4. "Wait" - Chandra Wilson, Sarah Drew, Chyler Leigh
5. "Runnin' on Sunshine" - Sara Ramirez, Daniel Sunjata, Kevin McKidd, Scott Foley, Justin Chambers, Jessica Capshaw, Kim Raver, Chyler Leigh, Ellen Pompeo
6. "Universe & U" - Sara Ramirez, Jessica Capshaw
7. "Grace" - Sara Ramirez, Sarah Drew, Chyler Leigh
8. "How to Save a Life" - Kevin McKidd, Ellen Pompeo, Kim Raver, Eric Dane, Chyler Leigh, Chandra Wilson, Sara Ramirez
9. "The Story" - Sara Ramirez